# Vítor São Bento
Vítor Emanuel Gonçalves São Bento (sinh ngày 9 tháng 8 năm 1992 ở Galegos (São Martinho), Barcelos) là một cầu thủ bóng đá người Bồ Đào Nha thi đấu cho S.C. Covilhã ở vị trí thủ môn.